# Snowboarding na Zimowych Igrzyskach Olimpijskich 2014 – slalom równoległy kobiet
Slalom równoległy kobiet – ostatnia z konkurencji rozgrywanych w ramach snowboardingu na Zimowych Igrzyskach Olimpijskich 2014. Zawodniczki o medale olimpijskie rywalizowały 22 lutego na trasie Stadium PSX w Ekstrim-park Roza Chutor położonym w Krasnej Polanie. Był to debiut olimpijski tej konkurencji. Pierwszą w historii mistrzynią olimpijską w tej konkurencji została reprezentantka Austrii Julia Dujmovits. Natomiast srebrny i brązowy medal olimpijski wywalczyły reprezentantki Niemiec, odpowiednio Anke Karstens i Amelie Kober. Przy czym ta ostatnia brązowy medal wywalczyła mimo odniesionej w ćwierćfinale kontuzji lewej dłoni, co utrudniało jej odbicie się z bramki startowej.

## Terminarz
| Data      | Konkurencja  | Godzina rozpoczęcia | Godzina rozpoczęcia |
| Data      | Konkurencja  | Czas CET            | Czas lokalny        |
| --------- | ------------ | ------------------- | ------------------- |
| 16 lutego | Kwalifikacje | 6:15                | 9:15                |
| 16 lutego | 1/8 finału   | 10:15               | 13:15               |
| 16 lutego | Ćwierćfinał  | 11:03               | 14:03               |
| 16 lutego | Półfinał     | 11:30               | 14:30               |
| 16 lutego | Finał        | 11:46               | 14:46               |

## Tło
| Data                                                                                | Miejscowość                                                                         | Zwycięzca                                                                           | Drugi                                                                               | Trzeci                                                                              | Źródło                                                                              |
| Wyniki slalomu równoległego podczas zawodów Pucharu Świata w snowboardzie 2013/2014 | Wyniki slalomu równoległego podczas zawodów Pucharu Świata w snowboardzie 2013/2014 | Wyniki slalomu równoległego podczas zawodów Pucharu Świata w snowboardzie 2013/2014 | Wyniki slalomu równoległego podczas zawodów Pucharu Świata w snowboardzie 2013/2014 | Wyniki slalomu równoległego podczas zawodów Pucharu Świata w snowboardzie 2013/2014 | Wyniki slalomu równoległego podczas zawodów Pucharu Świata w snowboardzie 2013/2014 |
| ----------------------------------------------------------------------------------- | ----------------------------------------------------------------------------------- | ----------------------------------------------------------------------------------- | ----------------------------------------------------------------------------------- | ----------------------------------------------------------------------------------- | ----------------------------------------------------------------------------------- |
| 14 grudnia                                                                          | Carezza                                                                             | Caroline Calvé                                                                      | Jekatierina Tudiegieszewa                                                           | Selina Jörg                                                                         | [ 1 ]                                                                               |
| 10 stycznia                                                                         | Bad Gastein                                                                         | Patrizia Kummer                                                                     | Ester Ledecká                                                                       | Marion Kreiner                                                                      | [ 2 ]                                                                               |
| 12 stycznia                                                                         | Bad Gastein                                                                         | Patrizia Kummer                                                                     | Julia Dujmovits                                                                     | Ester Ledecká                                                                       | [ 3 ]                                                                               |
| Wyniki Slalomu równoległego na mistrzostwach świata 2011                            |                                                                                     |                                                                                     |                                                                                     |                                                                                     |                                                                                     |
| 22 stycznia                                                                         | La Molina                                                                           | Hilde-Katrine Engeli                                                                | Nicolien Sauerbreij                                                                 | Claudia Riegler                                                                     | [ 4 ]                                                                               |
| Wyniki Slalomu równoległego na mistrzostwach świata 2013                            |                                                                                     |                                                                                     |                                                                                     |                                                                                     |                                                                                     |
| 27 stycznia                                                                         | Stoneham                                                                            | Jekatierina Tudiegieszewa                                                           | Patrizia Kummer                                                                     | Amelie Kober                                                                        | [ 5 ]                                                                               |

## Wyniki

### Kwalifikacje
| Miejsce | Nr | Zawodniczka               | Reprezentacja | Trasa Niebieska | Trasa Czerwona | Czas łączny | Uwagi |
| Miejsce | Nr | Zawodniczka               | Reprezentacja | Czas            | Czas           | Czas łączny | Uwagi |
| ------- | -- | ------------------------- | ------------- | --------------- | -------------- | ----------- | ----- |
| 1.      | 15 | Marion Kreiner            | Austria       | 31,33           | 32,25          | 1:03,58     | Q     |
| 2.      | 12 | Ester Ledecká             | Czechy        | 31,90           | 31,84          | 1:03,74     | Q     |
| 3.      | 8  | Patrizia Kummer           | Szwajcaria    | 32,15           | 3,67           | 1:03,82     | Q     |
| 4.      | 27 | Julie Zogg                | Szwajcaria    | 31,51           | 32,41          | 1:03,92     | Q     |
| 5.      | 13 | Julia Dujmovits           | Austria       | 32,28           | 32,05          | 1:04,33     | Q     |
| 6.      | 20 | Isabella Laböck           | Niemcy        | 31,80           | 32,64          | 1:04,44     | Q     |
| 7.      | 7  | Selina Jörg               | Niemcy        | 31,52           | 32,95          | 1:04,47     | Q     |
| 8.      | 28 | Corinna Boccacini         | Włochy        | 32,48           | 32,48          | 1:04,96     | Q     |
| 9.      | 2  | Claudia Riegler           | Austria       | 33,13           | 32,01          | 1:05,14     | Q     |
| 10.     | 9  | Anke Karstens             | Niemcy        | 32,64           | 32,50          | 1:05,14     | Q     |
| 11.     | 1  | Ina Meschik               | Austria       | 32,17           | 32,98          | 1:05,15     | Q     |
| 12.     | 21 | Alona Zawarzina           | Rosja         | 32,45           | 32,87          | 1:05,32     | Q     |
| 13.     | 14 | Tomoka Takeuchi           | Japonia       | 32,78           | 32,63          | 1:05,41     | Q     |
| 14.     | 5  | Amelie Kober              | Niemcy        | 32,53           | 32,93          | 1:05,46     | Q     |
| 15.     | 17 | Natalja Sobolewa          | Rosja         | 32,57           | 32,91          | 1:05,48     | Q     |
| 16.     | 10 | Jekatierina Tudiegieszewa | Rosja         | 32,48           | 33,06          | 1:05,54     | Q     |
| 17.     | 11 | Ariane Lavigne            | Kanada        | 32,80           | 32,80          | 1:05,60     |       |
| 18.     | 25 | Stefanie Müller           | Szwajcaria    | 32,25           | 33,39          | 1:05,64     |       |
| 19.     | 23 | Michelle Dekker           | Holandia      | 32,52           | 33,14          | 1:05,66     |       |
| 20.     | 4  | Nicolien Sauerbreij       | Holandia      | 32,78           | 32,91          | 1:05,69     |       |
| 21.     | 31 | Annamari Czundak          | Ukraina       | 32,51           | 33,25          | 1:05,76     |       |
| 22.     | 19 | Nadya Ochner              | Włochy        | 32,66           | 33,13          | 1:05,79     |       |
| 23.     | 29 | Gloria Kotnik             | Słowenia      | 33,06           | 32,88          | 1:05,94     |       |
| 24.     | 22 | Ladina Jenny              | Szwajcaria    | 33,22           | 32,74          | 1:05,96     |       |
| 25.     | 30 | Karolina Sztokfisz        | Polska        | 32,85           | 33,16          | 1:06,01     |       |
| 26.     | 16 | Caroline Calvé            | Kanada        | 33,34           | 32,81          | 1:06,15     |       |
| 27.     | 24 | Marianne Leeson           | Kanada        | 33,45           | 32,81          | 1:06,26     |       |
| 28.     | 6  | Hilde-Katrine Engeli      | Norwegia      | 32,81           | 33,48          | 1:06,29     |       |
| 29.     | 18 | Jekatierina Iluchina      | Rosja         | 33,15           | 33,58          | 1:06,73     |       |
| 30.     | 3  | Aleksandra Król           | Polska        | 33,60           | 33,82          | 1:07,42     |       |
| 31.     | 32 | Nina Micić                | Serbia        | 33,64           | 34,43          | 1:08,07     |       |
| 32.     | 26 | Valeriya Tsoy             | Kazachstan    | 33,88           | 34,79          | 1:08,67     |       |

### 1/8 Finału
| Nr | Zawodniczka               | Reprezentacja | Para | Trasa Niebieska | Trasa Czerwona | Uwagi |         |   |     |         |   |
| -- | ------------------------- | ------------- | ---- | --------------- | -------------- | ----- | ------- | - | --- | ------- | - |
| Nr | Zawodniczka               | Reprezentacja | Para | 15              | Marion Kreiner | Uwagi | Austria | 1 | ... | wygrana | Q |
| 10 | Jekatierina Tudiegieszewa | Rosja         | 1    | +1,25           | +6,04          |       |         |   |     |         |   |
| 28 | Corinna Boccacini         | Włochy        | 2    | ...             | wygrana        | Q     |         |   |     |         |   |
| 2  | Claudia Riegler           | Austria       | 2    | +0,01           | +2,78          |       |         |   |     |         |   |
| 13 | Julia Dujmovits           | Austria       | 3    | +0,05           | wygrana        | Q     |         |   |     |         |   |
| 21 | Alona Zawarzina           | Rosja         | 3    | ...             | +0,24          |       |         |   |     |         |   |
| 27 | Julie Zogg                | Szwajcaria    | 4    | ...             | wygrana        | Q     |         |   |     |         |   |
| 14 | Tomoka Takeuchi           | Japonia       | 4    | +0,20           | DSQ            |       |         |   |     |         |   |
| 5  | Amelie Kober              | Niemcy        | 5    | ...             | wygrana        | Q     |         |   |     |         |   |
| 8  | Patrizia Kummer           | Szwajcaria    | 5    | +0,04           | +0,10          |       |         |   |     |         |   |
| 1  | Ina Meschik               | Austria       | 6    | ...             | wygrana        | Q     |         |   |     |         |   |
| 20 | Isabella Laböck           | Niemcy        | 6    | +1,25           | +0,24          |       |         |   |     |         |   |
| 9  | Anke Karstens             | Niemcy        | 7    | +0,13           | wygrana        | Q     |         |   |     |         |   |
| 7  | Selina Jörg               | Niemcy        | 7    | ...             | +0,02          |       |         |   |     |         |   |
| 12 | Ester Ledecká             | Czechy        | 8    | ...             | wygrana        | Q     |         |   |     |         |   |
| 17 | Natalja Sobolewa          | Rosja         | 8    | +0,06           | +0,18          |       |         |   |     |         |   |

### Ćwierćfinał
| Nr | Zawodniczka     | Reprezentacja | Para | Trasa Niebieska | Trasa Czerwona    | Uwagi |        |   |     |         |   |
| -- | --------------- | ------------- | ---- | --------------- | ----------------- | ----- | ------ | - | --- | ------- | - |
| Nr | Zawodniczka     | Reprezentacja | Para | 28              | Corinna Boccacini | Uwagi | Włochy | 1 | ... | wygrana | Q |
| 15 | Marion Kreiner  | Austria       | 1    | +1,25           | +0,05             |       |        |   |     |         |   |
| 13 | Julia Dujmovits | Austria       | 2    | ...             | wygrana           | Q     |        |   |     |         |   |
| 27 | Julie Zogg      | Szwajcaria    | 2    | +0,10           | DSQ               |       |        |   |     |         |   |
| 5  | Amelie Kober    | Niemcy        | 3    | ...             | wygrana           | Q     |        |   |     |         |   |
| 1  | Ina Meschik     | Austria       | 3    | +0,19           | +0,01             |       |        |   |     |         |   |
| 9  | Anke Karstens   | Niemcy        | 4    | +0,15           | wygrana           | Q     |        |   |     |         |   |
| 12 | Ester Ledecká   | Czechy        | 4    | ...             | +0,30             |       |        |   |     |         |   |

### Półfinał
- QF - awans do finału
- QSF - awans do małego finału

| Nr | Zawodniczka       | Reprezentacja | Para | Trasa Niebieska | Trasa Czerwona  | Uwagi |         |   |     |         |    |
| -- | ----------------- | ------------- | ---- | --------------- | --------------- | ----- | ------- | - | --- | ------- | -- |
| Nr | Zawodniczka       | Reprezentacja | Para | 13              | Julia Dujmovits | Uwagi | Austria | 1 | ... | wygrana | QF |
| 28 | Corinna Boccacini | Włochy        | 1    | +0,80           | +5,18           | QSF   |         |   |     |         |    |
| 9  | Anke Karstens     | Niemcy        | 2    | ...             | wygrana         | QF    |         |   |     |         |    |
| 5  | Amelie Kober      | Niemcy        | 2    | DSQ             | +0,09           | QSF   |         |   |     |         |    |

### Finał

#### Mały finał
| Pozycja | Nr | Zawodniczka       | Reprezentacja | Trasa Niebieska | Trasa Czerwona |              |        |     |         |
| ------- | -- | ----------------- | ------------- | --------------- | -------------- | ------------ | ------ | --- | ------- |
| Pozycja | Nr | Zawodniczka       | Reprezentacja | 03 !            | 5              | Amelie Kober | Niemcy | ... | Wygrana |
| 4.      | 28 | Corinna Boccacini | Włochy        | +0,44           | +0,13          |              |        |     |         |

#### Duży finał
| Pozycja | Nr | Zawodniczka   | Reprezentacja | Trasa Niebieska | Trasa Czerwona |                 |         |       |         |
| ------- | -- | ------------- | ------------- | --------------- | -------------- | --------------- | ------- | ----- | ------- |
| Pozycja | Nr | Zawodniczka   | Reprezentacja | 01 !            | 13             | Julia Dujmovits | Austria | +0,72 | wygrana |
| 02 !    | 9  | Anke Karstens | Niemcy        | ...             | +0,12          |                 |         |       |         |